# Feldflieger-Abteilung 7
Feldflieger-Abteilung Nr. 7 – FFA 7 jednostka obserwacyjna i rozpoznawcza lotnictwa niemieckiego Luftstreitkräfte z początkowego okresu I wojny światowej.

## Informacje ogólne
W momencie wybuchu I wojny światowej z dniem 1 sierpnia 1914 roku została utworzona we Fliegerersatz Abteilung Nr. 1 i weszła w skład większej jednostki 2 Kompanii Batalionu Lotniczego Nr.4 (Darmstadt).
Pierwszym dowódcą jednostki został kapitan von Dewall. W początkowym okresie działalności jednostka była przydzielona do III Korpusu Armijnego 1 Armii i stacjonowała na lotnisku w Elsdorf.
11 stycznia 1917 roku jednostka została przeformowana i zmieniona w FA7.
W jednostce służyli m.in. Hans Adolf von Crousaz, Helmut Kurth, Paul Bäumer

## Dowódcy Eskadry
| Stopień | Nazwisko            | Okres                   |
| ------- | ------------------- | ----------------------- |
| Kapitan | Wilhelm Grade       | 01.08.1914 – xx.xx.xxxx |
| Kapitan | Oskar von dem Hagen | 26.01.1915 –            |